# Łukasz Święcicki
Łukasz Mikołaj Święcicki (ur. 1961) – polski lekarz, specjalista w zakresie psychiatrii, profesor nauk medycznych, kierownik II Kliniki Psychiatrycznej w Instytucie Psychiatrii i Neurologii w Warszawie.

## Życiorys
W 1986 ukończył studia medyczne na Akademii Medycznej w Warszawie. W 1995 uzyskał w Instytucie Psychiatrii i Neurologii stopień naukowy doktora nauk medycznych w zakresie medycyny, specjalność psychiatria na podstawie rozprawy pt. Niedobór witaminy B12 i/lub kwasu foliowego u osób z rozpoznaniem schizofrenii, chorób afektywnych i innych zaburzeń psychicznych. W 2008 w tej samej jednostce otrzymał stopień doktora habilitowanego na podstawie dorobku naukowego i rozprawy pt. Choroba afektywna sezonowa (depresja zimowa). Monografia z uwzględnieniem badań własnych.
W 2016 uzyskał tytuł naukowy profesora. Zajmuje stanowisko profesora nadzwyczajnego w Instytucie Psychiatrii i Neurologii. Został kierownikiem II Kliniki Psychiatrycznej w Instytucie Psychiatrii i Neurologii.
Prowadzi badania dotyczące zaburzeń depresyjnych, między innymi na temat fototerapii oraz polimorfizmu receptora serotoninowego.

## Kontrowersje
W styczniu 2014 w wywiadzie dla tygodnika „Polityka” stwierdził: „Nic złego się nie stanie, jeśli wykonalibyśmy elektrowstrząsy nawet u połowy Polaków, ale problem w tym, że skompromitowalibyśmy tę terapię, ponieważ jej skuteczność okazałaby się bardzo mała”.
W maju 2016 wzbudził zainteresowanie mediów po udzieleniu wywiadu tygodnikowi „Do Rzeczy” (Symptomy obłędu udzielonego, 16–22 maja 2016), w którym porównywał zachowanie zwolenników Komitetu Obrony Demokracji do sytuacji związanej z obłędem udzielonym. Stwierdził, że ludzie, którzy są na to podatni „są niepewni i poszukują potwierdzenia własnej wartości, wzajemnej akceptacji”. Stwierdzenia te spotkały się z negatywną reakcją 20 psychiatrów, opublikowaną w liście otwartym. Postępowanie Święcickiego oceniają oni zdecydowanie negatywnie, jako niezgodne z etyką lekarską i z naukowymi zasadami postępowania oraz godzące w autorytet lekarza. Zwracają uwagę, że niedozwolone jest diagnozowanie pacjenta bez uprzedniego zbadania go, jak też, że obowiązki lekarza nie zależą od przekonań politycznych jego i pacjenta. Stawiają także zarzuty wykorzystywania pozycji lekarza i profesora medycyny do wywierania niedozwolonego wpływu na przekonania polityczne pacjentów. Krytykują również wyrażoną przez Święcickiego propozycję poddawania elektrowstrząsom osób o odmiennych od niego poglądach politycznych, co nawiązuje do podobnych praktyk radzieckich. Jego wypowiedzi potępiło również Polskie Towarzystwo Psychiatryczne. W efekcie Święcicki opublikował oświadczenie, w którym skarżył się na niewłaściwą prezentację wywiadu przez „Do Rzeczy”, w tym kontrowersyjną okładkę i śródtytuły. Przeprosił i oświadczył, że nie chciał w wywiadzie nikogo diagnozować. Wycofał się z opinii, jakoby osoby o odmiennych od niego poglądach politycznych były chore psychicznie oraz z poglądu o zasadności wykonywania u nich elektrowstrząsów, zwrócił natomiast uwagę na „nieodpowiedzialne wypowiedzi polityków mogące wywierać zły wpływ na osoby o wrażliwej psychice”.

## Wybrane publikacje
- Choroba afektywna sezonowa (depresja zimowa). Monografia z uwzględnieniem wyników badań własnych (2006)
- Rozpoznawanie i leczenie depresji w praktyce lekarza rodzinnego (współautor) (2007)
- Taktyka i strategia postępowania terapeutycznego w chorobach afektywnych z historyczną refleksją Jarosława Czubatego (2007)
- Nie bój się lęku (współautor) (2008)
- Postępowanie terapeutyczne w chorobach afektywnych (2009)
- Listy do bliskich – depresja. Poradnik oparty na doświadczeniach osób chorych na depresję lub chorobę dwubiegunową (2010)
- Depresja, praca zbiorowa pod red. Łukasza Święcickiego (2011)
- Choroba afektywna dwubiegunowa. Scenariusze rozwiązań (2012)[1]